# Bastar
Bastar är en stad i distriktet Bastar i den indiska delstaten Chhattisgarh. Folkmängden uppgick till 10 048 invånare vid folkräkningen 2011.